# Jorge Gutiérrez
Jorge Gutiérrez (n. 18 septembrie 1975, Camagüey, Cuba) este un boxer ce a reprezentat Cuba, medaliat olimpic. A participat la o ediție a Jocurilor Olimpice (2000) în care a câștigat o medalie de aur.

## Participări
Lista de mai jos prezintă principalele competiții la care a participat Jorge Gutiérrez de-a lungul carierei.
- boxing at the 2000 Summer Olympics – middleweight[*]